# Bombardier CRJ-Series

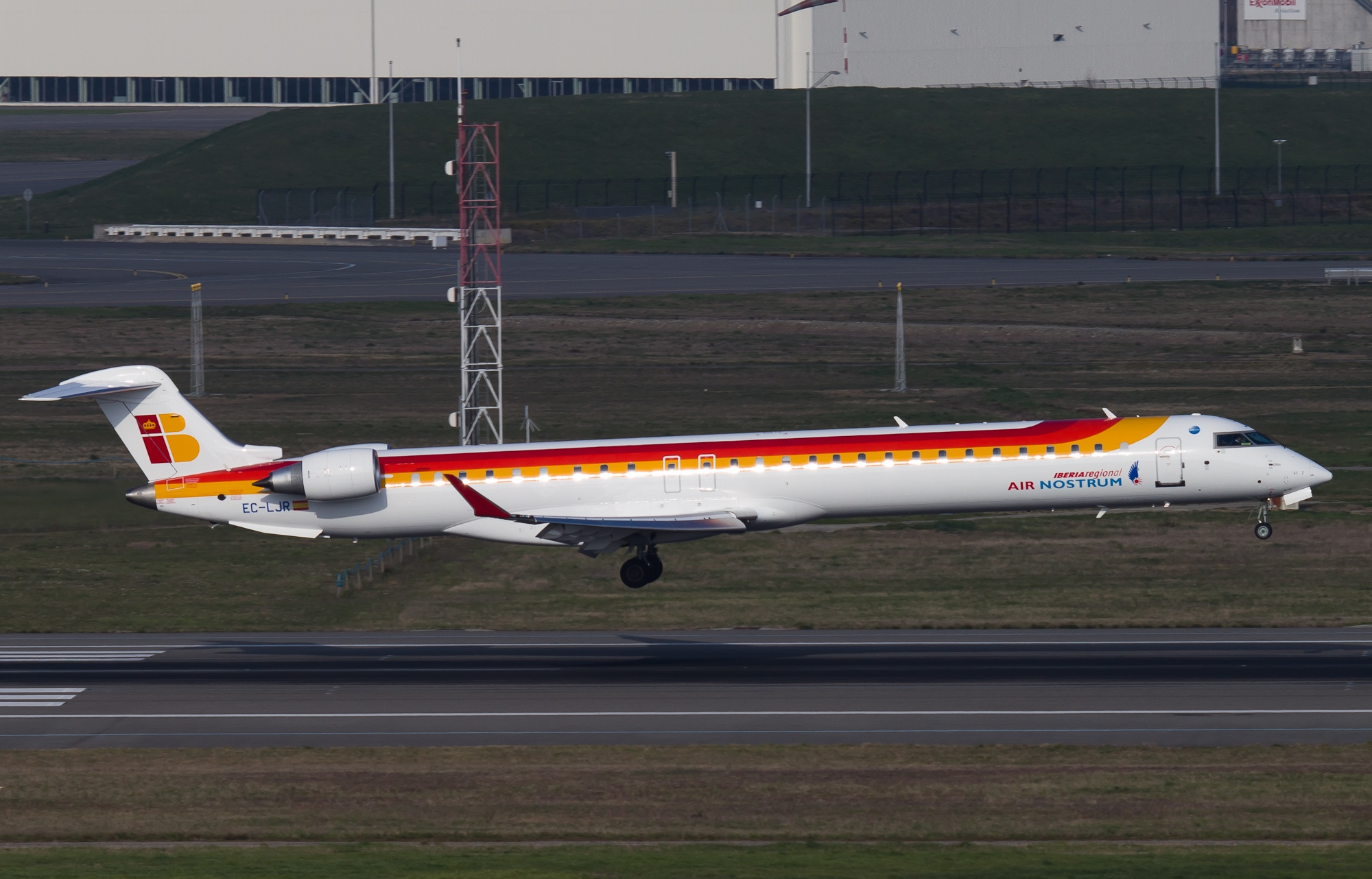
Een Iberia Airlines CRJ1000 op de Toulouse-Blagnac Airport, Frankrijk

De Bombardier CRJ-Series, of Bombardier Canadair Regional Jet Series is een familie van verkeersvliegtuigen die ontwikkeld zijn door de Canadese fabrikant Bombardier.

## Versies
De CRJ-Series zijn narrow-body, tweemotorige toestellen voor de middellange afstand. Er zijn zes verschillende versies, tussen haakjes staat het jaar van introductie.
- CRJ100 (1992)
- CRJ200 (1996)
- CRJ550 (2019)
- CRJ700 (2001)
- CRJ900 (2003)
- CRJ1000 (2010)

De Bombardier CRJ100 en CRJ200 zijn de oudste van de serie, een familie van regionale vliegtuigen vervaardigd sinds respectievelijk 1992 en 1996 door Bombardier, op basis van de Canadair Challenger business jet. Deze regionale jetmodellen werden voorheen bekend als de Canadair CRJ100 en CRJ200.
De Bombardier CRJ700, CRJ900 en CRJ1000 zijn recentere versies vervaardigd door Bombardier. De basis is de CRJ200 maar met een grotere passagierscapaciteit, om te kunnen concurreren met regionale vliegtuigen zoals de Embraer ERJ 145, de Fokker 100 of de BAe 146. Eindassemblage van het luchtvaartuig gebeurde in de Canadese Bombardier-fabriek vlak bij de Montréal-Mirabel International Airport in Mirabel, Quebec, buiten Montreal.
Medio 2020 nam Mitsubishi Heavy Industries (MHI) de regionale vliegtuigactiviteiten over. Voor de CRJ-Series betaalde MHI US$ 550 miljoen en nam ook het onderhoud, de luchtwaardigheidscertificeringsondersteuning en de verkoopactiviteiten over. Op 31 maart 2020 bestond het orderboek uit 15 CRJ-vliegtuigen die nog door Bombardier zijn gebouwd.

## Vergelijking
Alle CRJ's hebben dezelfde rompdoorsnede met een maximale diameter van 2,69 m, een maximale cabinebreedte van 2,57 m (2,13 m op bodemhoogte) en een maximale cabinehoogte van 1,89 m.
| Parameters                    | CRJ100                                                     | CRJ200                                                     | CRJ550                                                    | CRJ700 (Series 701)                                       | CRJ700 (Series 705)                                       | CRJ900                                                     | CRJ1000                                                      |
| ----------------------------- | ---------------------------------------------------------- | ---------------------------------------------------------- | --------------------------------------------------------- | --------------------------------------------------------- | --------------------------------------------------------- | ---------------------------------------------------------- | ------------------------------------------------------------ |
| Eerste toestel:               | 1992                                                       | 1996                                                       | 2019                                                      | 2001                                                      | 2005                                                      | 2003                                                       | 2010                                                         |
| Passagiersplaatsen:           | 50                                                         | 50                                                         | 50                                                        | 70                                                        | 75                                                        | 90                                                         | 100                                                          |
| Spanwijdte:                   | 23,24 m                                                    | 24,85 m                                                    | 24,85 m                                                   | 24,85 m                                                   | 24,85 m                                                   | 26,18 m                                                    |                                                              |
| Lengte:                       | 26,77 m                                                    | 26,77 m                                                    | 32,51 m                                                   | 32,51 m                                                   | 32,51 m                                                   | 36,40 m                                                    | 39,13 m                                                      |
| Hoogte:                       | 6,22 m                                                     | 6,22 m                                                     | 7,57 m                                                    | 7,57 m                                                    | 7,51 m \| 7,51 m \| 7,51 m                                | 7,51 m \| 7,51 m \| 7,51 m                                 | 7,13 m                                                       |
| Leeg gewicht:                 | geen waarde                                                | geen waarde                                                | geen waarde                                               | geen waarde                                               | geen waarde                                               | 21.432 kg                                                  | 23.179 kg                                                    |
| Maximaal startgewicht:        | 23.134 kg (ER) 24.041 kg (LR)                              | 23.134 kg (ER) 24.041 kg (LR)                              | 32.999 kg 34.133 kg (ER)                                  | 36.514 kg                                                 | 36.514 kg 37.421 kg (ER) 38.330 kg (LR)                   | 36.514 kg 37.421 kg (ER) 38.330 kg (LR)                    | 38.995 kg (EL) 40.824 kg 41.640 kg (ER)                      |
| Kruissnelheid:                | 830km/u                                                    | 830km/u                                                    | 885 km/u                                                  | 885 km/u                                                  | 885 km/u                                                  | 882 km/u                                                   | 870 km/u                                                     |
| Max. bereik (maximale lading) | 1.850 km                                                   | 2.491 km (ER) 3.148 km (LR)                                | 4.075 km                                                  | 2.022 km 2.553 km (ER)                                    | 3.184 km 3.635 km (ER) 3.702km (LR)                       | 1.737 km 2.439 km (ER) 2.876 km (LR)                       | 1.798 km (EL) 2.639 km 3.004 km (ER)                         |
| Maximale vluchthoogte:        | 12.496 m                                                   | 12.496 m                                                   | 12.496 m                                                  | 12.496 m                                                  | 12.496 m                                                  | 12.496 m                                                   |                                                              |
| Aandrijving:                  | twee General Electric CF34-3A1 met elk 38,83 kN stuwkracht | twee General Electric CF34-3B1 met elk 38,83 kN stuwkracht | twee General Electric CF34-8C5 met elk 56,4 kN stuwkracht | twee General Electric CF34-8C5 met elk 56,4 kN stuwkracht | twee General Electric CF34-8C5 met elk 56,4 kN stuwkracht | twee General Electric CF34-8C51 met elk 58,4 kN stuwkracht | twee General Electric CF34-8C5A2 met elk 60,63 kN stuwkracht |